# Dominik Horodyński (ziemianin)

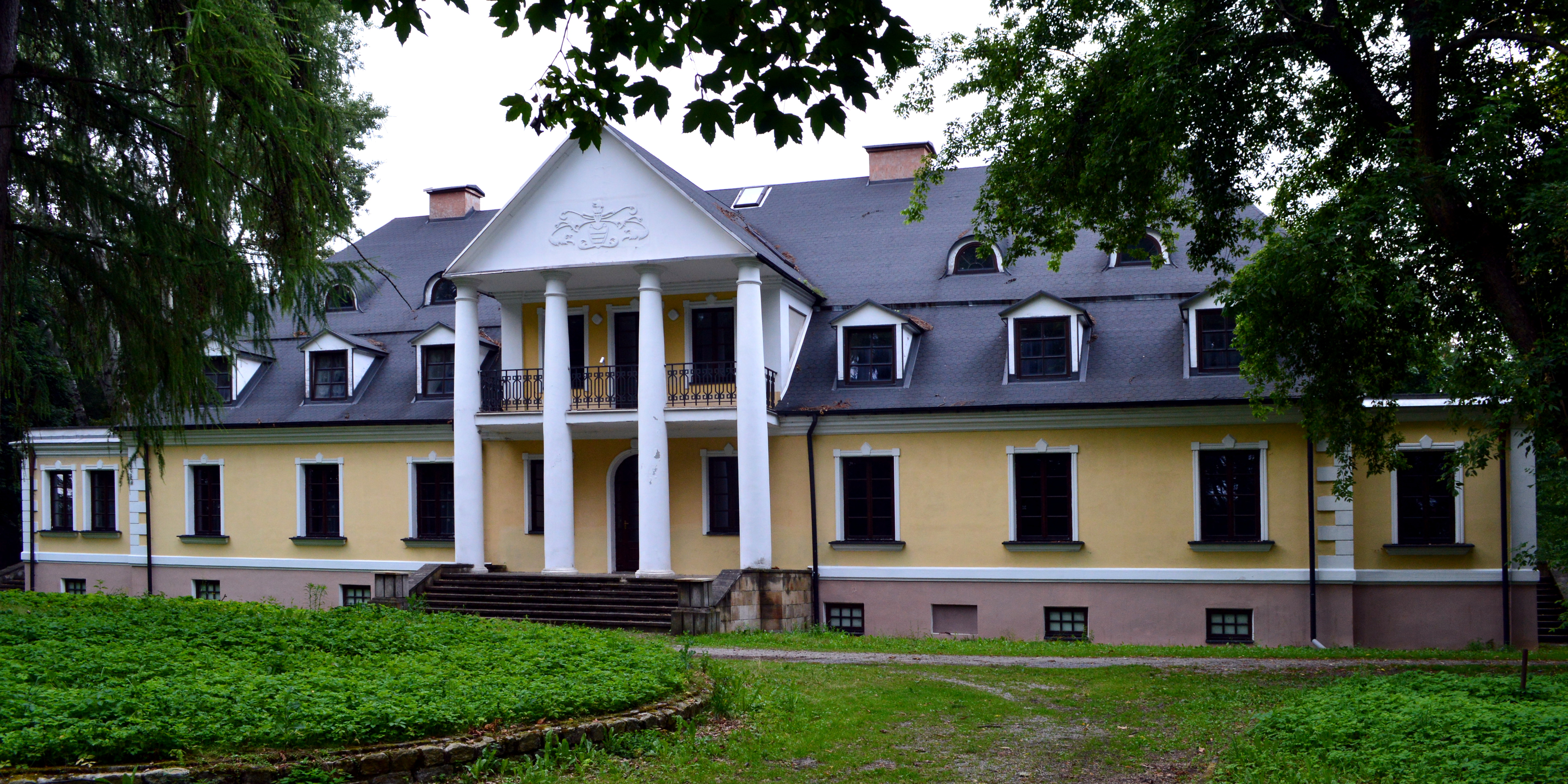
Dwór Horodyńskich (stan obecny)

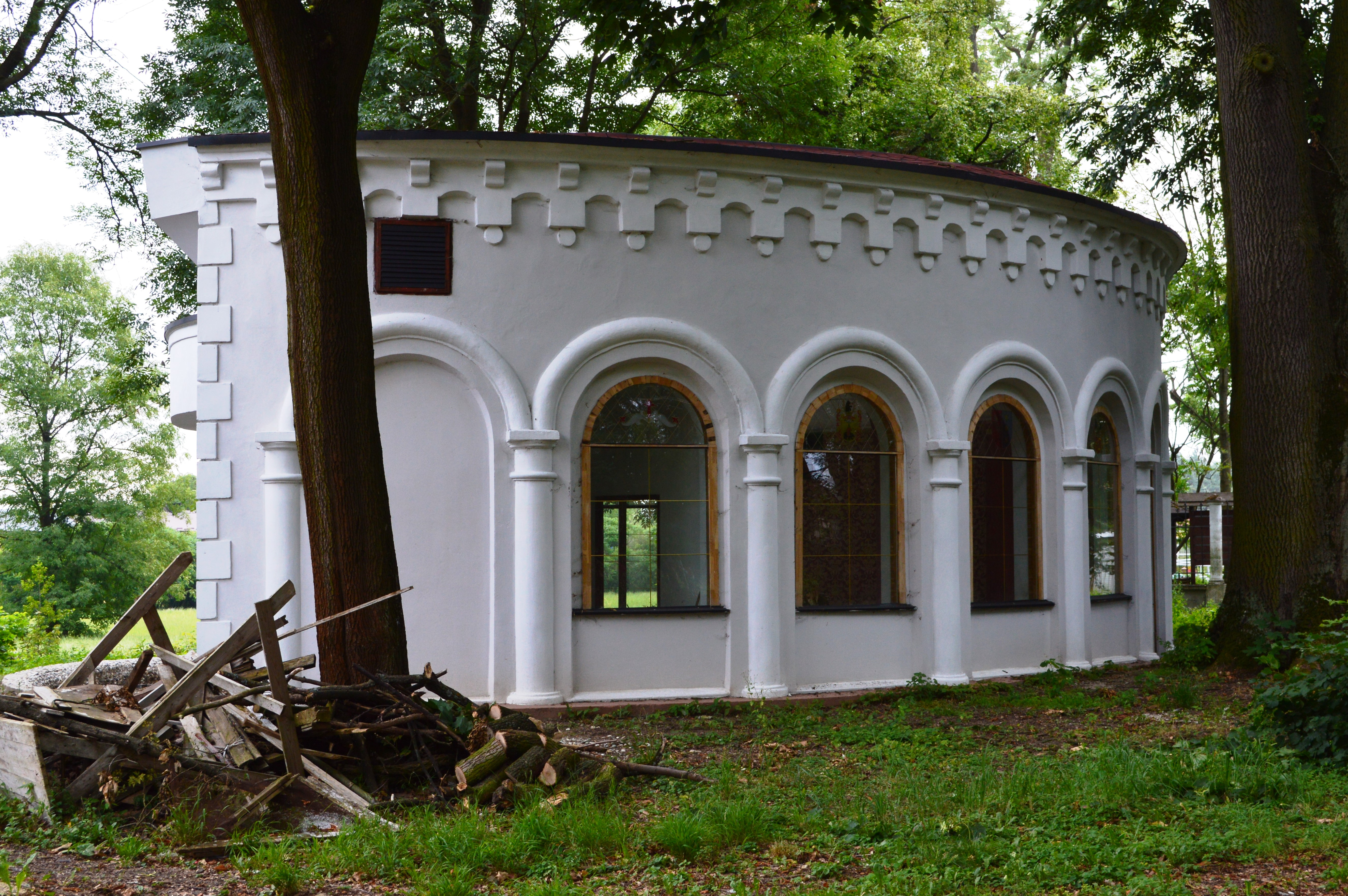
Była oranżeria

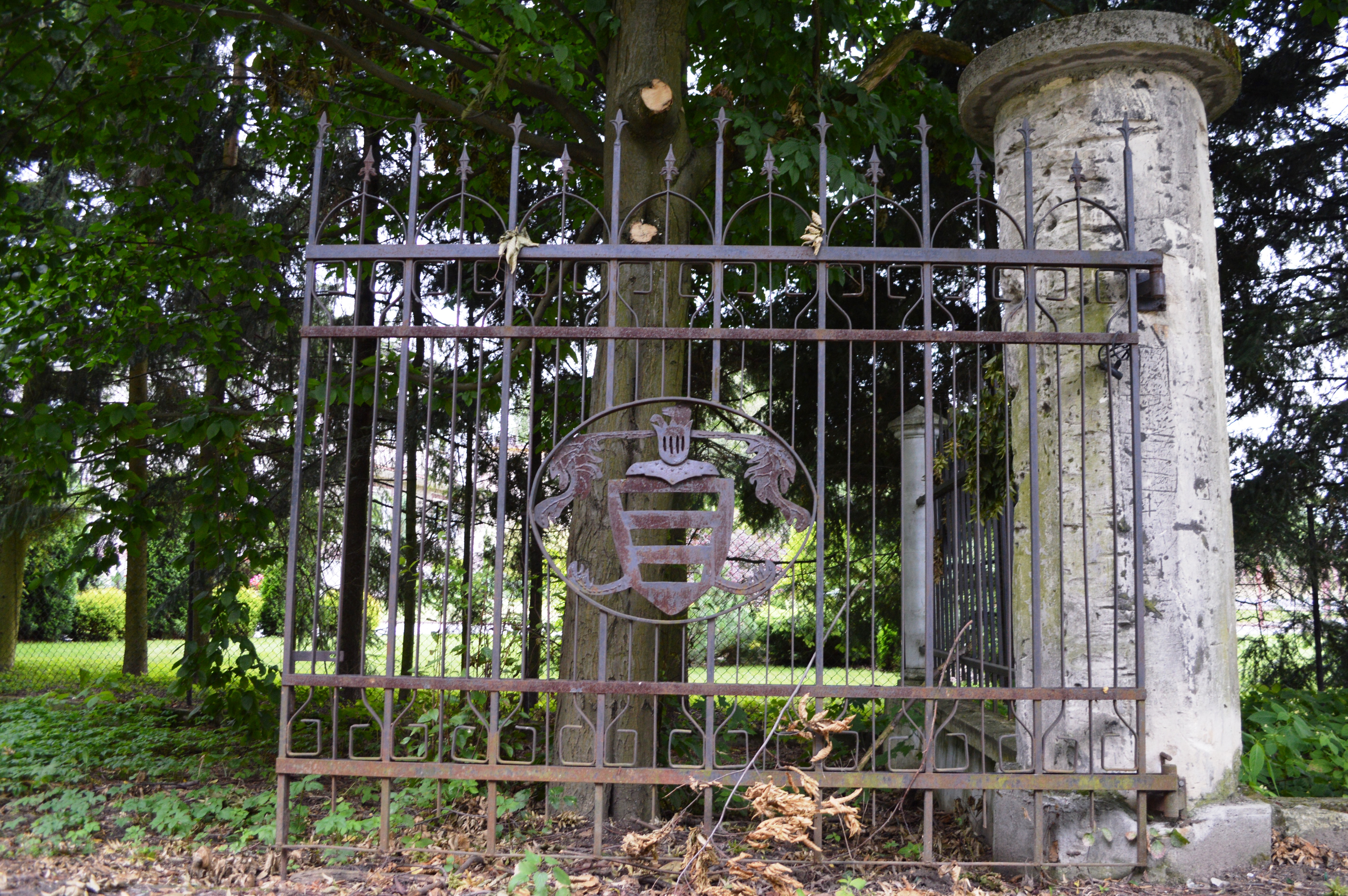
Fragment zabytkowej bramy z herbem Horodyńskich

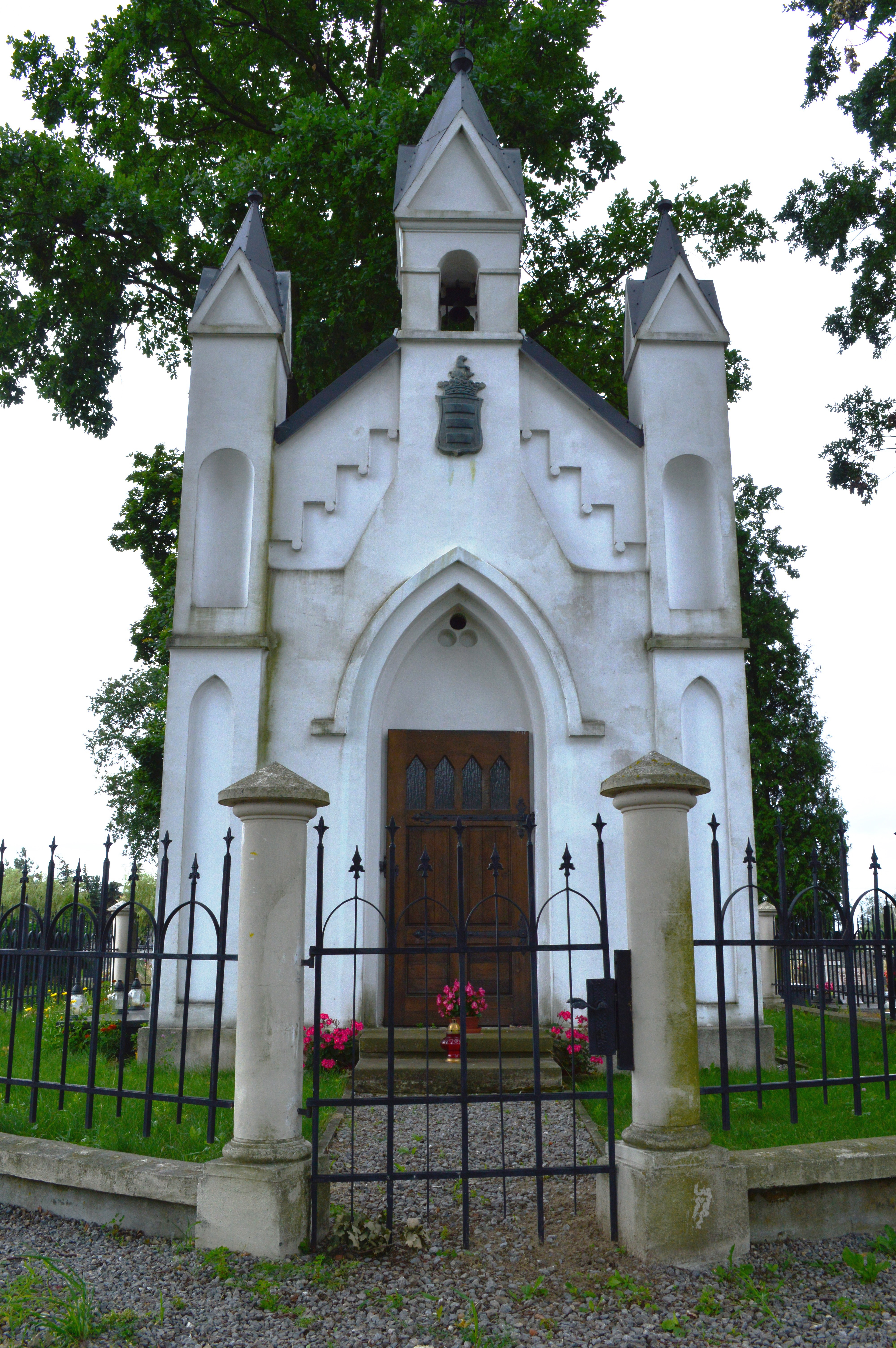
Kaplica grobowa Horodyńskich

Dominik Horodyński herbu Korczak (ur. 1768 w Horodnianach, zm. 1823 w Zbydniowie) – oficer Kawalerii Narodowej, powstaniec. Założyciel rodziny Horodyńskich w Zbydniowie. 

## Życiorys
Syn Szymona Horodyńskiego i Joanny Narzymskiej.
Podczas Insurekcji kościuszkowskiej w 1794 był jednym z adiutantów w sztabie Tadeusza Kościuszki. O jego zaangażowaniu i bohaterstwie wypowiadał się sam Kościuszko:    

„…powetował to sobie Ogiński  dobrym połowem, bo wysłany przezeń major Horodyński z 20-ma ludźmi na rekonesans za Dźwinę, ujął dwóch oficerów moskiewskich jadących z depeszami do Xcia Repnina: Oprócz rozkazów dla dowódcy armii moskiewskiej, znaleziono w ich kufrze przeszło 300 listów do różnych Moskali i Polaków.”

Po upadku powstania powrócił do rodzinnego domu w Horodnianach. Ożenił się z Kunegundą Brochowską, wdową po hrabim Brzezińskim, pochodzącą z okolic Łomży. Po ślubie sprzedali posiadłości i wyjechali do Galicji, gdyż tu nadarzyła się okazja kupienia dużego majątku za niską cenę. O możliwości zakupu zbydniowskich dóbr poinformował ich prawdopodobnie syn właściciela sąsiednich Wrzaw, Józef Horoch, który tak jak i on był adiutantem Kościuszki. Miał troje dzieci: córkę Teklę oraz dwóch synów, Onufrego i Bogusława.
Po pierwszym rozbiorze Polski majątki na zajętych terenach przez Austrię, stały się własnością cesarzowej Marii Teresy. Dbała ona o swój kraj, natomiast mniej interesowała się ziemiami podległymi. Sprzedawała je, licząc na szybkie zyski. Skorzystał z tego i nabył majątek w Zbydniowie, na licytacji w Wiedniu. Dwór, który kupił był dworem drewnianym zbudowanym w latach 1658 – 1659. Nowy dwór z cegły został wybudowany w latach 1798 – 1806. Projektantem dworu wybudowanego w stylu klasycystycznym był prawdopodobnie Jakub Kubicki. Była to pierwsza w okolicy murowana budowla stylowa. Wtedy też został założony park okalający „pałac”, jak go nazywano. Nieco później wybudował oranżerię o oryginalnym, półkolistym kształcie i szklarnię, gdzie były m.in. drzewa pomarańczowe i cytrynowe.
Około 1818 założył tzw. wojsko majdańskie, wierząc, że bez udziału chłopów nie można odzyskać niepodległości Polski, dlatego należy nauczyć ich posługiwania się bronią. W okresie zaboru było to zabronione, więc pretekstem stała się tradycja kościelna związana ze strażami grobowymi. Utworzył z okolicznych chłopów tajną Gwardię Narodową im. T. Kościuszki i prowadził z nimi ćwiczenia wojskowe, a w okresie świąt wielkanocnych oddział pełnił rolę straży grobowej. Tradycja ta jest nadal kontynuowana w Majdanie Zbydniowskim.   
Zmarł mając 55 lat, został pochowany w wybudowanej rodzinnej kaplicy grobowej na cmentarzu w Zaleszanach.

## Pochodzenie
Horodyńscy to jeden z najstarszych rodów w Polsce. W „Herbarzu szlachty polskiej” Jerzy Jamiołkowski napisał. „Do nadań księcia Witolda z lat  1408 -1430 na omawianych terenach należy wieś Horodniany, którą otrzymali prawdopodobnie wtedy bojarzy litewscy Horodzińscy, Horodeńscy względnie Horodyńscy”.
O Horodyńskich wspomina także w swoim herbarzu Adam Boniecki: „Szymon, drugi syn Michała, dziedzic Siekierczyna w ziemi łomżyńskiej, zaślubił Joannę Narzymską, córkę Wojciecha i Anny z Glinków. Synowie ich: Dominik, ur. 1768 r., rotmistrz kawalerii narodowej, ...  syn jego Bogusław Roch Józef, ur. 1802 r., zmarł 1866 r. ...dziedzic Zbydniowa Korczaków – Horodyńskich  w Galicji”.